# Australian Open de 1985
O Australian Open de 1985 foi um torneio de tênis disputado nas quadras de grama do Kooyong Lawn Tennis Club, em Melbourne, na Austrália, entre 25 de novembro e 8 de dezembro. Corresponde à 18ª edição da era aberta e à 74ª de todos os tempos. Devido à mudança de calendário, a próxima edição, de 1986, não ocorreu.

## Finais

### Profissional
| Categoria | Evento    | Campeã(s)(o/ões)                   | Vice-campeã(s)(o/ões)              | Resultado          | Chave(s)  | Chave(s)       |
| --------- | --------- | ---------------------------------- | ---------------------------------- | ------------------ | --------- | -------------- |
| Simples   | Masculino | Stefan Edberg                      | Mats Wilander                      | 6–4, 6–3, 6–3      | principal | qualificatório |
| Simples   | Feminino  | Martina Navrátilová                | Chris Evert                        | 6–2, 4–6, 6–2      | principal | qualificatório |
| Duplas    | Masculino | Paul Annacone Christo van Rensburg | Mark Edmondson Kim Warwick         | 3–6, 7–6, 6–4, 6–4 | principal | principal      |
| Duplas    | Feminino  | Martina Navrátilová Pam Shriver    | Claudia Kohde-Kilsch Helena Suková | 6–3, 6–4           | principal | principal      |

### Juvenil
| Categoria | Evento    | Campeã(s)(o/ões)              | Vice-campeã(s)(o/ões)     | Resultado     | Chave(s)  | Chave(s)       |
| --------- | --------- | ----------------------------- | ------------------------- | ------------- | --------- | -------------- |
| Simples   | Masculino | Shane Barr                    | Stephen Furlong           | 7–6, 6–7, 6–3 | principal | qualificatório |
| Simples   | Feminino  | Jenny Byrne                   | Louise Field              | 6–1, 6–3      | principal | qualificatório |
| Duplas    | Masculino | Brett Custer David Macpherson | Petr Korda Cyril Suk      | 7–5, 6–2      | principal | principal      |
| Duplas    | Feminino  | Jenny Byrne Janine Thompson   | Sally McCann Alison Scott | 6–0, 6–3      | principal | principal      |